# Madrid-Chamartín-Clara Campoamor

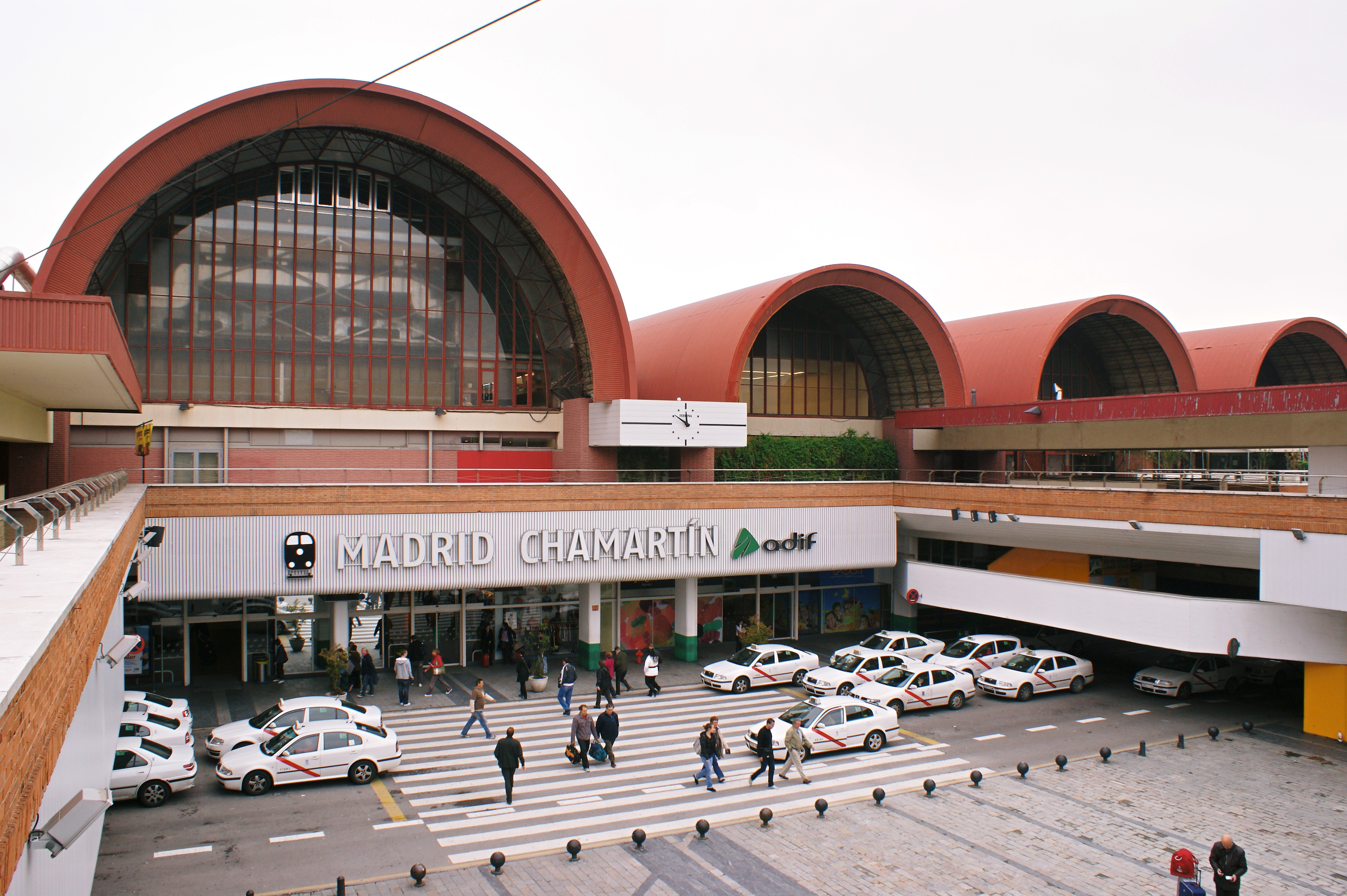
Hauptzugang (2010)

Der Bahnhof Chamartín (span. Estación de Chamartín; vollständiger Name Estación de Madrid Chamartín-Clara Campoamor) im Norden Madrids ist einer der beiden Hauptbahnhöfe der spanischen Hauptstadt und Startpunkt der Bahnstrecke Madrid–Hendaye sowie der neueren Schnellfahrstrecken nach Valladolid und Valencia.

## Geschichte
Der Bahnhof wurde 1967 eröffnet und bereits wenige Jahre später erweitert, um den zunehmenden Passagierzahlen gerecht werden zu können.
Nachdem der Bahnhof Atocha im Jahr 1992 unter anderem für den Hochgeschwindigkeitszug AVE grundlegend umgebaut wurde, verlor Chamartín nach und nach an Bedeutung. Durch die Fertigstellung der Schnellfahrstrecke Madrid–Valladolid im Dezember 2007 erlebte Chamartín jedoch wieder einen Aufschwung, da seither von hier aus die Hochgeschwindigkeitsverbindungen in den Norden des Landes starten.
An Heiligabend im Jahr 2003 konnte ein Anschlag der ETA auf den Bahnhof Chamartín verhindert werden.
Neben dem Fernverkehr ist Chamartín seit 1982 an die Linie 10 der Metro Madrid angebunden. Seit dem 30. März 2007 verbindet auch die Linie 1 den Bahnhof mit dem Stadtzentrum. Zudem verbinden Vorortzüge der Cercanías Madrid den Bahnhof Chamartín mit insgesamt sieben Linien via Túnel de la risa mit dem Atocha-Bahnhof und dem Stadtzentrum.
Seit der Eröffnung des Fernzugtunnels zwischen Atocha und Madrid im Sommer 2022 verkehren alle Hochgeschwindigkeitszüge nach Valencia, Alicante und Murcia von Chamartín aus.

### Umbenennung
Am 23. Dezember 2020 wurde der Bahnhofsname zu Madrid Chamartín-Clara Campoamor geändert. Diese Änderung ist eine Hommage an die verstorbene spanische Politikerin Clara Campoamor.

### Ausblick und Planungen
Das Bahnhofsgebäude wird derzeit im Zuge des Projekts Nuevo Norte (ehemals Operación Chamartín) renoviert und ausgebaut. Anfang 2022 beauftragte die Administrador de Infraestructuras Ferroviarias ein Konsortium von vier Firmen mit Umbauarbeiten im Wert von 200 Millionen Euro. Die Arbeiten sollen 5 Jahre dauern.